# Phalangispora constricta
Phalangispora constricta är en svampart som beskrevs av Nawawi & J. Webster 1982. Phalangispora constricta ingår i släktet Phalangispora, divisionen sporsäcksvampar och riket svampar.   Inga underarter finns listade i Catalogue of Life.